# Fernando Castro Cervantes

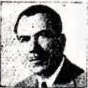
Fernando Castro en 1953

Fernando Castro Cervantes (29 de enero de 1881 - 1967) fue un empresario, ganadero y político costarricense.
Su primer intento por aspirar por la presidencia de la República fue en 1947 cuando se inscribió como precandidato por el Partido Demócrata en la Convención Nacional de la Oposición que se realizó ese año, aunque perdió frente a Otilio Ulate Blanco del Partido Unión Nacional. Castro sería candidato presidencial, también por el Partido Demócrata, en las polémicas elecciones de 1953, primeras que se realizaron tras la guerra civil de 1948 y el retorno a la democracia en donde la candidatura de Mario Echandi Jiménez del partido oficialista Unión Nacional fue anulada. El PUN apoyó entonces la candidatura de Castro que se enfrentó a José Figueres Ferrer del recién fundado Partido Liberación Nacional, caudillo ganador de la revolución.
Castro perdió ante Figueres y se retiró de la política. Como empresario finquero permitió que sus tierras fueran explotadas por familias pobres. En su honor fue bautizado el Refugio Nacional de Vida Silvestre Fernando Castro Cervantes en el Pacífico Central el 16 de febrero de 1994.